# Willie Maiden
Willie Maiden (* 12. März 1928 in Detroit als William Ralph Maiden; † 29. Mai 1976) war ein US-amerikanischer Tenorsaxophonist und Arrangeur des Modern Jazz.
Maiden wurde 1950 Berufsmusiker und spielte u. a. mit Pérez Prado. 1952 begann er für Maynard Ferguson zu arrangieren, wurde Mitglied in dessen Big Band und arbeitete mit ihm bis in die 1960er Jahre zusammen. Mit dessen Orchester begleitete er u. a. 1961 die Sängerin Chris Connor. 1971 spielte er in der Band von Stan Kenton.

## Ausgewählte Diskographie
- Maynard Ferguson: Jazz Masters 52 (Verve, 1951–57), The New Sounds of Maynard Ferguson and his Orchestra (Fresh Sound 1964)
- Chris Connor & Maynard Ferguson: Two´s A Company (Roulette, 1961)